# رودریگو کایو
رودریگو کایو کوکت روسو (پرتغالی: Rodrigo Caio Coquette Russo؛ زادهٔ ۱۷ اوت ۱۹۹۳) بازیکن فوتبال اهل برزیل است که در پست مدافع میانی برای باشگاه فوتبال فلامینگو در لیگ برتر فوتبال برزیل بازی می‌کند.
وی همچنین در تیم ملی فوتبال برزیل بازی کرده‌است و به همراه تیم ملی فوتبال زیر ۲۳ سال برزیل قهرمان بازی‌های المپیک تابستانی ۲۰۱۶ شده‌است.